# Gál István (irodalomtörténész)
Gál István (Bonyhád, 1912. szeptember 29. – Budapest, 1982. június 26.)  magyar irodalomtörténész.

## Életpályája
Középiskolai tanulmányait szülővárosában, a bonyhádi evangélikus gimnáziumban végezte, már ekkor jelentek meg írásai.Többek között ő számolt a az 1927-es liverpooli cserkészdzsemboriról a megyei sajtóban. Magyar-angol-német szakra iratkozott be a budapesti egyetemre, ekkor indította meg az Apollo folyóiratot. Folyamatosan publikált és szerkesztett lapokban. Külön kötetben adta ki a magyar tudósok Délkelet-Európa-kutatási eredményeit. 
1947-ben jelent meg magyarul az általa szerkesztett tanulmánygyűjtemény „Magyarország és Kelet-Európa: a magyarság kapcsolatai a szomszédnépekkel” címmel. A második világháború alatt a Külügyminisztérium Kulturális és Békeelőkészítő Osztályának külső munkatársa volt. 
1945-től a Teleki Pál Tudományos Intézet majd 1949-től új nevén a Kelet-európai Tudományos Intézet Hazánk és a nagyvilág című sorozatának szerkesztője, egyben a Magyar–Angol Társaság titkára. 1946-1947-ben az Országos Könyvtári Központ vezetője, megindította a könyvtárak közötti nemzetközi cserefolyamatot. 1948-tól az Egyesült Királyság budapesti nagykövetsége könyvtárosa. 
Az 1956-os eseményeket követően több más követségi alkalmazottal együtt 1957 januárjában letartóztatták, de végül öt nap után elengedték. Később irodalomtörténészként dolgozott. 
1972-ben nyugdíjba vonult. Élete hátralevő részében az angol-magyar kapcsolatok mellett Babits Mihály életművével foglalkozott.

## Főbb művei
- Babits és az angol irodalom; Tisza István Tudományegyetem, Debrecen, 1942 (Debreceni angol dolgozatok)
- Wesselényi Miklós; Minerva, Kolozsvár, 1942
- Angol-magyar történelmi kapcsolatok; Állam Ny., Bp., 1942
- Stephen Gál: Hungary and the Anglo-Saxon world; Officina, Bp., 1944 (Officina Hungarica)
- Magyarország, Anglia és Amerika, különös tekintettel a szláv világra. Vázlatok a nemzetközi vonatkozások köréből; Officina, Bp., 1945
- Magyarország és Keleteurópa. A magyarság kapcsolatai a szomszéd népekkel; szerk. Gál István; Officina, Bp., 1947
- Bartóktól Radnótiig; Magvető, Bp., 1973 (Elvek és utak)
- Illyés Gyula és Gál István levelezése, 1930–1982. Függelék: Illyés Gyula Gál Istvánnak dedikált kötetei, Gál István Illyés Gyuláról megjelent írásai; közread. Illyés Mária, Gál Ágnes, Gál Julianna, sajtó alá rend., előszó, jegyz. Gál Ágnes és Gál Julianna; 2. jav. kiad.; Bonyhádi Öregdiák Szövetség, Bonyhád, 1998
- Magyarország és az angolszász világ; szerk. Frank Tibor, Gál Ágnes, Gál Julianna; Argumentum–OSZK, Bp., 2005
- Cs. Szabó László és Gál István levelezése, 1933–1982; szerk., jegyz., névmutató Gál Ágnes és Gál Julianna; Argumentum, Bp., 2012